# Humana
Humana AB, kan även kallas Humana Group; tidigare Assistansia, är ett börsnoterat svenskt företag som tillhandahåller tjänster inom individ- och familjeomsorg, personlig assistans och äldreomsorg. Verksamheten har därefter utvidgats till Finland och Norge och under en tid bedrev man även verksamhet i Danmark.

## Historik
Företaget grundades 2001 som Assistansia i Örebro av Mikael Fahlander och Ibrahim Kadra. År 2008 såldes företaget till riskkapitalbolaget Argan Capital. Tre år senare bytte Assistansia namn till det nuvarande. År 2016 blev Humanas aktier noterade på Stockholmsbörsen.

## Problem med verksamheten
Humana var ägare av Platea, som drev ett HVB-hem i Hagfors, där  en femårig pojke 15 juni 2021 drunknade i en närbelägen å som följd av bristande uppsikt från personalens sida. Hemmet stängdes omgående av Inspektionen för vård och omsorg (Ivo) och Humana beslutade kort tid därefter om nedläggning av verksamheten i Hagfors. Femåringens död förklarades av företaget delvis med bristande tillsyn men också med brister i den fysiska miljön. Två anställda åtalades för att ha vållat femåringens död men friades av hovrätten.
31 januari 2023 blev företaget av med sitt tillstånd att bedriva hemtjänst och personlig assistans. Ivo motiverade sitt beslut med att företaget bland annat hade brustit avseende anmälningsskyldighet och förvaltning av allmänna medel, haft bristande förmåga att följa Ivos beslut och säkra verksamhetens kvalitet samt att det brustit i sitt arbetsgivaransvar för utländsk arbetskraft. Detta ärende avgjordes av förvaltningsrätten som 21 juni 2023 gav Humana åter sitt tillstånd, ett beslut som IVO valde att inte överklaga. I maj 2024 ansökte Humana om skadestånd av staten, en process som är pågående.